# Olympische Sommerspiele 2024/Reiten – Springreiten Mannschaft
Der Mannschaftswettbewerb im Springreiten bei den Olympischen Spielen 2024 in Paris wurden am 1. und 2. August im Park des Schloss Versailles ausgetragen.

## Ergebnisse

### Qualifikation
| Rang | Nation                       | Athleten                                                   | Pferde                                                | Minuspunkte | Minuspunkte | Anm. |
| Rang | Nation                       | Athleten                                                   | Pferde                                                | Einzel      | Gesamt      | Anm. |
| ---- | ---------------------------- | ---------------------------------------------------------- | ----------------------------------------------------- | ----------- | ----------- | ---- |
| 1    | Deutschland                  | Christian Kukuk Philipp Weishaupt Richard Vogel            | Checker 47 Zineday United Touch S                     | 0           | 0           | Q    |
| 2    | Vereinigte Staaten           | Laura Kraut Karl Cook McLain Ward                          | Baloutinue Caracole de La Roque Ilex                  | 0 6         | 6           | Q    |
| 3    | Großbritannien               | Ben Maher Harry Charles Scott Brash                        | Dallas Vegas Batilly Romeo 88 Jefferson               | 0 4         | 8           | Q    |
| 3    | Belgien                      | Gilles Thomas Wilm Vermeir Jérôme Guery                    | Ermitage Kalone IQ Van Het Steentje Quel Homme de Hus | 0 4         | 8           | Q    |
| 3    | Niederlande                  | Maikel van der Vleuten Kim Emmen Harrie Smolders           | Beauville Z Imagine Uricas van der Kattevennen        | 0 8         | 8           | Q    |
| 6    | Irland                       | Shane Sweetnam Daniel Coyle Cian O’Connor                  | James Kann Cruz Legacy Maurice                        | 4 0 5       | 9           | Q    |
| 7    | Frankreich                   | Simon Delestre Olivier Perreau Julien Épaillard            | I Amelusina R 51 Dorai D'aiguilly Dubai du Cedre      | 8 4 0       | 12          | Q    |
| 8    | Schweden                     | Henrik von Eckermann Rolf-Göran Bengtsson Peder Fredricson | King Edward Zuccero HV Catch me not S                 | 0 17        | 17          | Q    |
| 9    | Israel                       | Ashlee Bond Robin Muhr Daniel Bluman                       | Donatello 141 Galaxy Hm Ladriano Z                    | 4 16 0      | 20          | Q    |
| 10   | Mexiko                       | Carlos Hank Federico Fernández Eugenio Garza               | Porthos Maestro WH Z Romeo Contago                    | 4 12        | 20          | Q    |
| 11   | Spanien                      | Ismael García Sergio Álvarez Moya Eduardo Álvarez          | Tirano Puma Hs Rokfeller De Pleville                  | 9 4 8       | 21          |      |
| 12   | Schweiz                      | Steve Guerdat Pius Schwizer Martin Fuchs                   | Dynamix de Belheme Vancouver de Lanlore Leone Jei     | 8 12 4      | 24          |      |
| 13   | Österreich                   | Katharina Rhomberg Gerfried Puck Max Kühner                | Colestus Cambridge Naxcel V Elektric Blue P           | 16 8 4      | 28          |      |
| 14   | Kanada                       | Mario Deslauriers Erynn Ballard Amy Millar                 | Emerson Nikka van der Bisschop Truman                 | 12 4 16     | 32          |      |
| 15   | Australien                   | Hilary Scott Thaisa Erwin Edwina Tops-Alexander            | Milky Way Hialita B Fellow Castlefield                | 16 4        | 36          |      |
| 16   | Japan                        | Taizō Sugitani Takashi Haase Shibayama Eiken Satō          | Quincy 194 Karamell M & M Conthargo-Blue              | 20 12 19    | 51          |      |
| 17   | Polen                        | Adam Grzegorzewski Dawid Kubiak Maksymilian Wechta         | Issem Flash Blue B Chepettano                         | 28 16 9     | 53          |      |
| 18   | Vereinigte Arabische Emirate | Omar al-Marzooqi Ali Hamad al-Kirbi Abdullah Mohd al-Marri | Enjoy de La Mure Jarlin de Torres Mcgregor            | 12 44 16    | 72          |      |
| 19   | Saudi-Arabien                | Abdulrahman al-Rajhi Khaled al-Mobty Ramzy al-Duhami       | Ventago Jaguar King WD Untouchable 32                 | 8 20 WD     | 28+WD       |      |
|      | Brasilien                    | Pedro Veniss Stephan Barcha Rodrigo Pessoa                 | Nimrod de Muze Primavera Major Tom                    | EL 4 WD     | EL          |      |

### Finale
| Rang | Nation             | Athleten                                                   | Pferde                                                | Strafpunkte | Strafpunkte |
| Rang | Nation             | Athleten                                                   | Pferde                                                | Einzel      | Gesamt      |
| ---- | ------------------ | ---------------------------------------------------------- | ----------------------------------------------------- | ----------- | ----------- |
| 1    | Großbritannien     | Ben Maher Harry Charles Scott Brash                        | Dallas Vegas Batilly Romeo 88 Jefferson               | 1 0 1       | 2           |
| 2    | Vereinigte Staaten | Laura Kraut Karl Cook McLain Ward                          | Baloutinue Caracole de La Roque Ilex                  | 4 0         | 4           |
| 3    | Frankreich         | Simon Delestre Olivier Perreau Julien Épaillard            | I Amelusina R 51 Dorai D'aiguilly Dubai du Cedre      | 3 0 4       | 7           |
| 4    | Niederlande        | Maikel van der Vleuten Kim Emmen Harrie Smolders           | Beauville Z Imagine Uricas van der Kattevennen        | 6 0 1       | 7           |
| 5    | Deutschland        | Christian Kukuk Richard Vogel Philipp Weishaupt            | Checker 47 United Touch S Zineday                     | 4 0         | 8           |
| 6    | Schweden           | Henrik von Eckermann Rolf-Göran Bengtsson Peder Fredricson | King Edward Zuccero HV Catch me not S                 | 4           | 12          |
| 7    | Irland             | Shane Sweetnam Daniel Coyle Cian O’Connor                  | James Kann Cruz Legacy Maurice                        | 5 0 9       | 14          |
| 8    | Belgien            | Gilles Thomas Wilm Vermeir Jérôme Guery                    | Ermitage Kalone IQ Van Het Steentje Quel Homme de Hus | 8 4 8       | 20          |
| 9    | Israel             | Robin Muhr Ashlee Bond Daniel Bluman                       | Galaxy Hm Donatello 141 Ladriano Z                    | 13 20 WD    | 33+WD       |
|      | Mexiko             | Carlos Hank Federico Fernández Eugenio Garza               | Porthos Maestro WH Z Romeo Contago                    | WD          | WD          |